# 齋藤内閣
- 斎藤内閣（新字体）
- 齋藤󠄁內閣（旧字体）
- 齋藤󠄁内閣（両字体の混用）

齋藤内閣（さいとうないかく）は、枢密顧問官、退役海軍大将の斎藤実が第30代内閣総理大臣に任命され、1932年（昭和7年）5月26日から1934年（昭和9年）7月8日まで続いた日本の内閣。

## 閣僚の顔ぶれ・人事

### 国務大臣
1932年（昭和7年）5月26日任命。在職日数774日。 
| 職名 | 代 | 氏名       | 氏名 | 出身等                                | 特命事項等                  | 備考                           |
| --- | -- | ---------- | ---- | ------------------------------------- | --------------------------- | ------------------------------ |
| 内閣総理大臣 | 30 | 斎藤実     |      | 退役海軍大将 （海兵6期） 子爵         | 外務、文部大臣兼任          |                                |
| 外務大臣 | 43 | 斎藤実     |      | 退役海軍大将 （海兵6期） 子爵         | 内閣総理大臣、 文部大臣兼任 | 1932年7月6日免兼               |
| 外務大臣 | 44 | 内田康哉   |      | 貴族院 無所属 （無会派） 伯爵         |                             | 1932年7月6日任 1933年9月14日免 |
| 外務大臣 | 45 | 広田弘毅   |      | 外務省                                |                             | 初入閣 1933年9月14日任         |
| 内務大臣 | 45 | 山本達雄   |      | 貴族院 立憲民政党 （交友倶楽部） 男爵 |                             |                                |
| 大蔵大臣 | 31 | 高橋是清   |      | 民間 立憲政友会                       |                             | 留任                           |
| 陸軍大臣 | 21 | 荒木貞夫   |      | 陸軍中将 （陸大19期）                 |                             | 留任 1934年1月23日免           |
| 陸軍大臣 | 22 | 林銑十郎   |      | 陸軍大将 （陸大17期）                 |                             | 初入閣 1934年1月23日任         |
| 海軍大臣 | 16 | 岡田啓介   |      | 海軍大将 （海大将校科甲種2期）        |                             | 1933年1月9日免                 |
| 海軍大臣 | 17 | 大角岑生   |      | 海軍大将 （海兵24期）                 |                             | 1933年1月9日任                 |
| 司法大臣 | 35 | 小山松吉   |      | （司法省→） 貴族院                    |                             | 初入閣                         |
| 文部大臣 | 40 | 鳩山一郎   |      | 衆議院 立憲政友会                     |                             | 留任 1934年3月3日免            |
| 文部大臣 | 41 | 斎藤実     |      | 退役海軍大将 （海兵6期） 子爵         | 内閣総理大臣、 外務大臣兼任 | 1934年3月3日兼                 |
| 農林大臣 | 8  | 後藤文夫   |      | 貴族院 無所属 （無会派）              |                             | 初入閣                         |
| 商工大臣 | 9  | 中島久万吉 |      | 貴族院 無所属 （公正会） 男爵         |                             | 初入閣 1934年2月9日免          |
| 商工大臣 | 10 | 松本烝治   |      | 貴族院 無所属 （無会派）              |                             | 初入閣 1934年2月9日任          |
| 逓信大臣 | 35 | 南弘       |      | 貴族院 無所属 （交友俱楽部）          |                             | 初入閣                         |
| 鉄道大臣 | 11 | 三土忠造   |      | 衆議院 立憲政友会                     |                             |                                |
| 拓務大臣 | 6  | 永井柳太郎 |      | 衆議院 立憲民政党                     |                             | 初入閣                         |
| 1. 辞令のある留任は個別の代として記載し、辞令のない留任は記載しない。 2. 臨時代理は、大臣空位の場合のみ記載し、海外出張時等の一時不在代理は記載しない。 3. 代数は、臨時兼任・臨時代理を数えず、兼任・兼務は数える。 |    |            |      |                                       |                             |                                |

### 内閣書記官長・法制局長官
1932年（昭和7年）5月26日任命。
| 職名 | 代 | 氏名       | 氏名 | 出身等                               | 特命事項等 | 備考            |
| --- | -- | ---------- | ---- | ------------------------------------ | ---------- | --------------- |
| 内閣書記官長 | 32 | 柴田善三郎 |      | 内務省                               |            | 1933年3月13日免 |
| 内閣書記官長 | 33 | 堀切善次郎 |      | （内務省→） 貴族院 無所属 （研究会） |            | 1933年3月13日任 |
| 法制局長官 | 30 | 堀切善次郎 |      | 内務省                               |            | 1933年3月13日免 |
| 法制局長官 | 31 | 黒崎定三   |      | 法制局                               |            | 1933年3月13日任 |
| 1. 辞令のある留任は個別の代として記載し、辞令のない留任は記載しない。 2. 臨時代理は、大臣空位の場合のみ記載し、海外出張時等の一時不在代理は記載しない。 3. 代数は、臨時兼任・臨時代理を数えず、兼任・兼務は数える。 |    |            |      |                                      |            |                 |

### 政務次官
1932年（昭和7年）6月1日任命。 
| 職名         | 氏名       | 出身等                         | 備考            |
| ------------ | ---------- | ------------------------------ | --------------- |
| 外務政務次官 | 瀧正雄     | 衆議院／無所属                 |                 |
| 内務政務次官 | 斎藤隆夫   | 衆議院／立憲民政党             |                 |
| 大蔵政務次官 | 堀切善兵衛 | 衆議院／立憲政友会             | 留任            |
| 陸軍政務次官 | 土岐章     | 貴族院／無所属（研究会）／子爵 |                 |
| 海軍政務次官 | 堀田正恒   | 貴族院／無所属（研究会）／伯爵 | 留任            |
| 司法政務次官 | 八並武治   | 衆議院／立憲民政党             |                 |
| 文部政務次官 | 東郷実     | 衆議院／立憲政友会             |                 |
| 農林政務次官 | 有馬頼寧   | 貴族院／無所属（研究会）／伯爵 | 1933年4月21日免 |
| 農林政務次官 | 織田信恒   | 貴族院／無所属（研究会）／子爵 | 1933年4月21日任 |
| 商工政務次官 | 岩切重雄   | 衆議院／立憲民政党             |                 |
| 逓信政務次官 | 志賀和多利 | 衆議院／立憲政友会             | 1932年8月11日免 |
| 逓信政務次官 | 牧野良三   | 衆議院／立憲政友会             | 1932年8月11日任 |
| 鉄道政務次官 | 名川侃市   | 衆議院／立憲政友会             |                 |
| 拓務政務次官 | 堤康次郎   | 衆議院／立憲民政党             |                 |

### 参与官
1932年（昭和7年）6月1日任命。 
| 職名       | 氏名         | 出身等                         | 備考                               |
| ---------- | ------------ | ------------------------------ | ---------------------------------- |
| 外務参与官 | 沢本与一     | 衆議院／立憲民政党             | 1933年6月21日免                    |
| 外務参与官 | 西脇晋       | 衆議院／立憲民政党             | 1933年6月23日任 1933年12月19日卒去 |
| 外務参与官 | 松本忠雄     | 衆議院／立憲民政党             | 1933年12月22日任                   |
| 内務参与官 | 勝田永吉     | 衆議院／立憲民政党             |                                    |
| 大蔵参与官 | 上塚司       | 衆議院／立憲政友会             |                                    |
| 陸軍参与官 | 石井三郎     | 衆議院／無所属                 |                                    |
| 海軍参与官 | 川島正次郎   | 衆議院／立憲政友会             |                                    |
| 司法参与官 | 岩本武助     | 衆議院／立憲政友会             |                                    |
| 文部参与官 | 石坂豊一     | 衆議院／立憲政友会             |                                    |
| 農林参与官 | 松村謙三     | 衆議院／立憲民政党             |                                    |
| 商工参与官 | 松村光三     | 衆議院／立憲政友会             |                                    |
| 逓信参与官 | 立花種忠     | 貴族院／無所属（研究会）／子爵 |                                    |
| 鉄道参与官 | 板谷順助     | 衆議院／立憲政友会             |                                    |
| 拓務参与官 | 木村小左衛門 | 衆議院／立憲民政党             |                                    |

## 勢力早見表
※ 内閣発足当初（前内閣の事務引継は除く）。
| 出身       | 国務大臣 | 政務次官 | 参与官 | その他                   |
| ---------- | -------- | -------- | ------ | ------------------------ |
| 立憲政友会 | 3        | 4        | 6      |                          |
| 立憲民政党 | 1        | 4        | 4      |                          |
| 交友倶楽部 | 2        | 0        | 0      |                          |
| 公正会     | 1        | 0        | 0      |                          |
| 研究会     | 0        | 3        | 1      |                          |
| 軍部       | 3        | 0        | 0      | 国務大臣のべ4            |
| 官僚       | 1        | 0        | 0      | 内閣書記官長、法制局長官 |
| 無所属     | 1        | 1        | 1      |                          |
|            | 12       | 12       | 12     | 国務大臣のべ13           |

## 内閣の動き
前任の犬養内閣は、満洲事変によって建国された満洲国の国家承認を巡って、犬養毅首相は国際社会との協調路線をとるために非承認の姿勢をとり、満洲建国に動いた関東軍を支持する国内世論を背景に国家承認を求める荒木貞夫陸相と対立していた。犬養首相は荒木配下の将校（一夕会）の馘首を計画するが、1932年5月15日、一部の海軍将校に白昼暗殺される（五・一五事件）。
後継を巡り、当初は憲政の常道により立憲政友会の内閣が継続する見込みであったことから、政友会は党内最大派閥の領袖であった鈴木喜三郎を早々に次期総裁に選出する。ところが、当時の政界は、前政権の第2次若槻内閣が満洲事変への対応を巡って迷走して求心力を失っていった末期から、政友会および立憲民政党が世論の政党への不信に迎合して、両党の協力内閣（大連立）や、官軍界の有力者を担いだ挙国一致内閣など、憲政の常道の根幹である政党内閣制を自ら毀損する政治工作を行っていた。この時の政友会も、鈴木総裁を選出しながら、擁立した森恪は平沼騏一郎枢密院副議長を推し、反発した鈴木総裁は荒木陸相と直接交渉しようとするなど、党内対立が発生する。西園寺公望元老は重臣らと協議を重ねた末、政党内閣制を放棄し、斎藤実海軍大将を推挙する。朝鮮総督や海相をつとめた行政経験が評価されての選出であった。
政権の基盤
斎藤内閣は、政友会および民政党からともに大臣を迎え、大連立政権として組織されたが、斎藤首相本人は非政党員であったことから議会に直接の基盤を持たなかった。そのため、かわりに世論の支持を基盤とすることになった。これが、当初想定されていた堅実な行政処理にとどまらず、満洲事変への対応に関して後述の強硬な態度をとって国際連盟と対立、脱退するという大きな政治決断をすることになった。
また、政民両党の側も、政友会鈴木派は自らが政権を逃した後釜の内閣であったことから不満であったが、ここで内閣に対立しても次期総選挙で勢力を維持できる見通しがなかったことから内閣をただすことができず、また反鈴木派や民政党は将来の禅譲を期待して政権運営に協力したため、2年にわたり安定的な議会対策をなすこととなった。
主な政策
- 満洲事変 …1931年9月の事変勃発以来、第2次若槻内閣（幣原喜重郎外相）および犬養内閣（芳澤謙吉外相）は、現地の排日暴動を抑えて治安を維持させる必要性と、日本の軍事進出を警戒する国際輿論との調整に神経を使っており、連盟の調査団（リットン調査団）による現地調査および当面の間の関東軍による現地の治安維持が認められるなど、一定の成果を得ていた。しかし、斎藤内閣（内田康哉外相）は前者に比重を置き、国際社会とあからさまに敵対する態度をとる。1932年9月13日、日満議定書を締結し、日本は満洲を国家承認した。10月1日、国際連盟のリットン報告書が提出され、日本主導による地域の治安維持を認めるなど、日本の立場を擁護する内容であったが、満洲の中華民国からの独立は認めずに中華民国に潜在主権があるとした一事をもって日本の国内世論は激高、内田外相もこの流れに迎合する。連盟における審議の最中の1933年1月には熱河作戦が開始、満洲国の版図を更に広げるという連盟への挑発行動を行う。2月24日、連盟総会にて報告書が採択されると、日本は直ちに連盟脱退を宣言して、国際社会からの退場がはじまることになる。

1934年（昭和9年）1月、時事新報（武藤山治社長）が、繊維会社の帝人と財界人グループ「番町会」や鳩山一郎とのあいだの贈収賄疑惑を報じたことから調査が開始され、帝人社長、帝人の株式を担保していた台湾銀行の頭取、番町会の永野護、大蔵省の次官・銀行局長ら16人が起訴された（帝人事件）。
政財界だけでなく高橋蔵相の息子まで疑惑が広がり、政権批判の世論が収まることはなく、斎藤内閣は7月8日、内閣総辞職した。後継には岡田海相が立てられる（岡田内閣）。
なお、その後、帝人事件の担当裁判官の石田和外らは1937年、被告ら全員に事件そのものが事実無根として無罪判決を言い渡した（司法大臣は小山松吉）。

## 出版物
司法省『司法資料』
- 『刑事事件集（附）刑事事件起案小手引』、1932年8月
- 『ソビエト法の理論』、1932年10月
- 『1931年ドイツ新民事訴訟法草案並びに説明書』、1932年9月 、1933年10月
- 『捜査事務について』、1933年11月
- 『ドイツ刑法第一読会終了（1930年）』、1934年1月
- 『犯罪生物学原論』、1934年2月 [注釈 8]
- 『ナチスの刑法（プロシア邦司法大臣の覚書）』、1934年5月
- 『プロシアにおける司法官教育関係法令彙纂』、1934年7月